# موریتس مولر
موریتس مولر (آلمانی: Moritz Müller؛ زادهٔ ۱۹ نوامبر ۱۹۸۶) بازیکن هاکی روی یخ اهل آلمان است.